# Varalphadon
Varalphadon es un género extinto de mamíferos metaterios pertenecientes al orden Sparassodonta. Todos los hallazgos están datados en el Cretáceo Superior.
Su posición taxonómica ha sido controvertida; mientras que en Systema Naturae 2000 el género se clasifica sin jerarquizar como perteneciente a la familia Didelphidae, en The Paleobiology Database está clasificado en el orden Didelphimorphia pero fuera de la familia referida. El análisis filogenético llevado a cabo por Carneiro (en prensa, 2017) encuentra que Varalphadon no sería un marsupial propiamente dicho, sino un metaterio basal y un miembro basal del grupo Sparassodonta, tradicionalmente restringido al Cenozoico de América del Sur; este autor identifica en particular que la especie Varalphadon janetae del Cenomaniense y Coniaciense de Utah (Estados Unidos) es el miembro más antiguo conocido de Sparassodonta.

## Especies
Se han descrito cuatro especies de Varalphadon, todas ellas norteamericanas.
- Varalphadon creber (Fox, 1971) - Alberta,  Canadá
- Varalphadon crebreforme (Cifelli, 1990) - Utah,  Estados Unidos
- Varalphadon janetae (Carneiro, 2018) - Utah,  Estados Unidos
- Varalphadon waheapensis (Cifelli, 1990) - Utah,  Estados Unidos